# Erna Voigt
Erna Voigt (* 1925) ist eine deutsche Illustratorin und Autorin.

## Leben
Erna Voigt bearbeitete als Autorin große Märchen der Weltliteratur für Kinder und Jugendliche, die bis heute in den Kinderbüchereien zum Standardrepertoire für die kindliche Leseerfahrung gehören. Ihre Märchenfassungen wurden auch in andere Sprachen, u. a. ins Englische, Französische, Spanische, Italienische, Dänische, Holländische und ins Polnische übersetzt und fanden international Beachtung. Ausgaben ihrer Bücher befinden sich in zahlreichen renommierten Bibliotheken auch im Ausland.
1976 erhielt sie vom Bayerischen Fernsehen den Auftrag, für
die Sendung von Sergej Prokov‘evs Peter und der Wolf insgesamt 13 große Szenenbilder zu malen. Es handelte sich dabei jeweils um großformatige Acrylbilder. Die Sendung wurde mehrfach im Bayerischen Fernsehen gezeigt und wiederholt. Hans Clarin war der Erzähler, Rafael Kubelík der Dirigent bei dieser Produktion mit dem Symphonieorchester des Bayerischen Rundfunks. Im Rahmen einer öffentlichen Bibliothekausstellung der Bilder gestaltete Erna Voigt auch einen Lesenachmittag für Kinder. Zwölf dieser Szenenbilder schenkte sie später der Internationalen Jugendbibliothek Schloss Blutenburg in München. Außerdem überließ sie die Illustrationen zu Reineke Fuchs (1981, von Hans Baumann nacherzählt) und zu E. T. A. Hoffmanns Nussknacker und Mausekönig (1986) der IJB Schloss Blutenburg. Der Nachlass wurde in den Jahren 1983 und 1986 der IJB übergeben.
Ihre 1979 erstmals erschienenen Illustrationen zu Peter und der Wolf erhielten 1980 eine lobende Erwähnung beim „Premio Critici in Erba“ in Bologna. Erna Voigt wird mit weiterführenden Literaturangaben auch in dem englischsprachigen Standardwerk Something About the Author: Facts and Pictures About Authors and Illustrators of Books for Young People erwähnt.
Ihre Bearbeitung des Märchens von Peter und der Wolf gilt als musikwissenschaftlich interessant und wird im Rahmen der Musikerziehung von Kindern verwendet. Als Illustratorin arbeitete sie u. a. mit der Autorin Gina Ruck-Pauquèt zusammen.

## Werke (Auswahl)
- Peter und der Wolf. Annette Betz Verlag 1992, ISBN 978-3-219-11060-9
- Der Nußknacker. Annette Betz Verlag 1986, ISBN 978-3-219-10344-1
- Die Geschichten der Blumenfrau. Annette Betz Verlag 1986, ISBN 978-3-219-10169-0
- Reineke Fuchs. Annette Betz Verlag 1981, ISBN 978-3-219-10222-2